# Aglais rizana
Aglais rizana (лат.) — вид дневных бабочек из семейства нимфалид (Nymphalidae).

## Описание
Самцы по окраске мало отличаются от самок. Крылья сверху кирпично-красные, с рядом крупных чёрных пятен, у костального края разделённых жёлтыми промежутками; у вершины переднего крыла небольшое белое пятно. Внешний край крыльев зубчатый с более выраженными выступами на жилке M1 на передних крыльях, и соответственно на жилке M3 на задних. По внешнему краю задних крыльев расположен ряд голубых пятен полулунной формы. Центральная ячейка на задних крыльях является не замкнутой. Крылья снизу имеют рисунок, образованный бурыми оттенками, имитирующих кору дерева.

## Ареал
Памир до Алайского хребта, Афганистан, северо-западные Гималаи — Узбекистан, Кыргызстан, Таджикистан, Афганистан, Китай, Пакистан, Индия и Непал. В предгорьях Гималаев вид встречается на высоте около 1000-4800 м над ур. моря.

## Биология
Бабочки питаются нектаром цветов. В начале и в конце дня, когда температура воздуха является низкой, они греются на голой земле или на скалах, с полностью раскрытыми крыльями. Кормовое растение гусениц — Крапива (Urtica). Молодые гусеницы живут на кормовых растениях группами, не расползаясь далеко друг от друга, а в последнем возрасте ведут одиночный образ жизни.